# Литовченко, Иван Семёнович
Ива́н Семёнович Лито́вченко (1921—1996) — украинский советский художник декоративного и монументального искусства. Заслуженный деятель искусств УССР (1991). Лауреат Государственной премии Украины имени Тараса Шевченко (1998, посмертно). Действительный член Академии архитектуры Украины.

## Биография
Родился в 1921 году в с. Бугроватое (ныне Ахтырский район, Сумская область, Украина). Участник Великой Отечественной войны. Окончил Львовский институт прикладного и декоративного искусства (1954). Работал в жанре декоративного (художественное ткачество) и монументально-декоративного искусства.
Основные произведения: геральдические панно на потолке центрального зала вокзала станции Киев-Пассажирский (1955), тематический ковер «Украина в семье братских республик» (1957); панно «Дружба народов» в аванзале Главного павильона Выставки передового опыта в народном хозяйстве УССР; мозаики в интерьерах ресторана «Метро» в Киеве (1960, не сохранились), оформление станции метро «Завод Большевик» (ныне — «Шулявская», 1963), Киевского речного вокзала (1961) и Бориспольского аэропорта (1965, в соавторстве с В. П. Ламахом и Э. И. Коткова, не сохранились), гобелен «Песнь об усах» для Дворца бракосочетания в г. Александрии (1969) и мозаичные панно на жилых домах на проспекте Победы в Киеве (1960—70-е, в соавторстве с М. Т. Литовченко и В. М. Прядкой), мозаичные панно на жилых и административных зданиях в Припяти и на Чернобыльской АЭС (1970—80-е) и другие. Участвовал в выставках: республиканских с 1957 года, всесоюзных с 1967 года, зарубежных с 1958 года.

## Награды и премии
- орден Отечественной войны II степени (11.03.1985)
- орден «Знак Почета» (24.11.1960)
- медали
- Государственная премия Украины имени Тараса Шевченко (1998 — посмертно) — за гобелен-триптих «Истоки славянской письменности» в Национальной библиотеке Украины имени В. И. Вернадского .

## Семья
- жена — Литовченко Мария Тимофеевна (род. 22.06.1921), заслуженный художник Украины (1996)[2], лауреат Государственной премии Украины имени Тараса Шевченко (1998)[1].
- дочь — Литовченко Наталия Ивановна (род. 15.04.1956), заслуженный художник Украины (1996)[2].

## Изображения

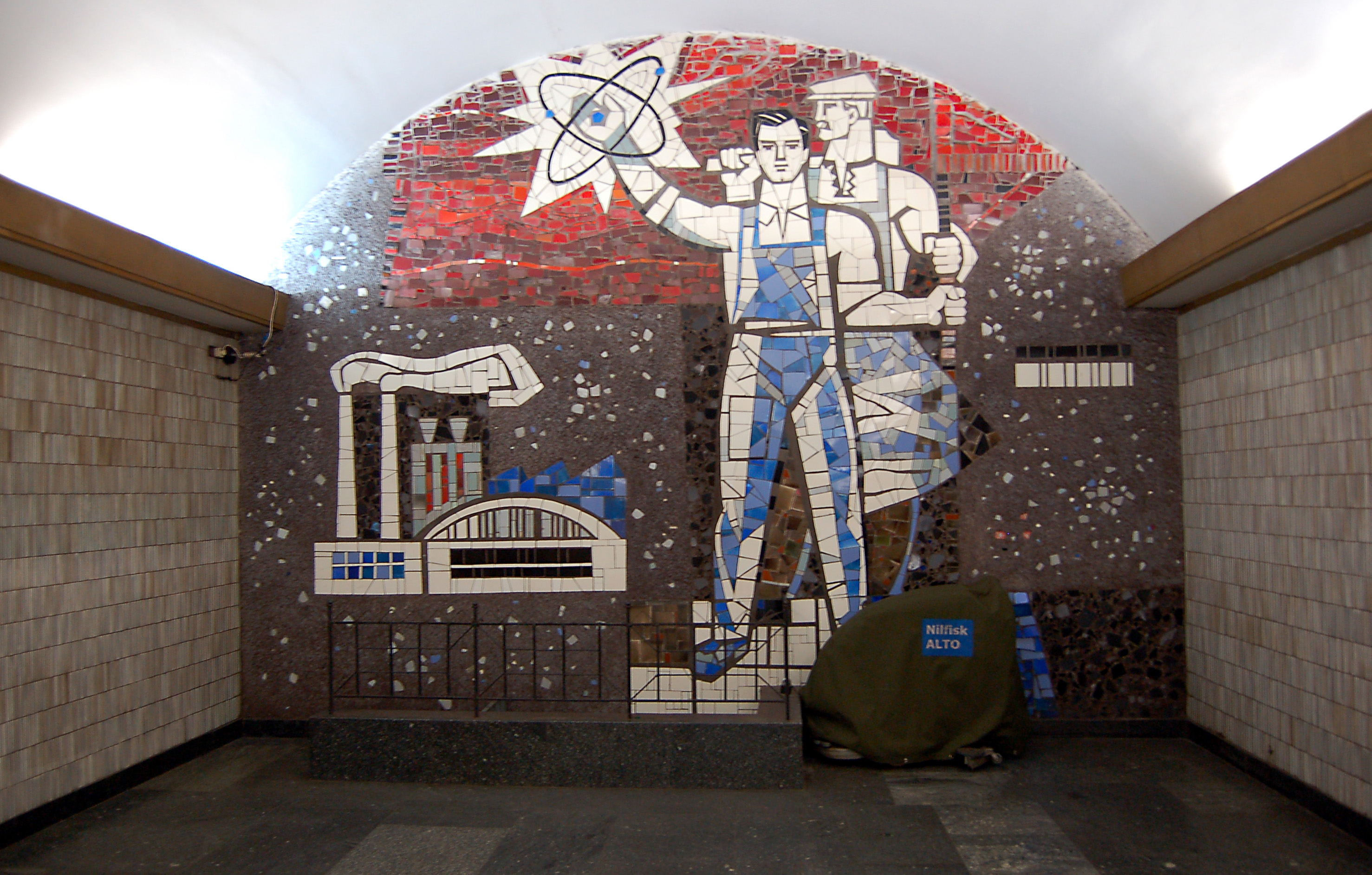
Мозаичное панно на станции метро «Шулявская»
Мозаичное панно на доме № 23 на проспекте Победы в Киеве